# Espinho
Espinho este un oraș în Grande Porto, Portugalia.